# 피에베아니에볼레
피에베아니에볼레(이탈리아어: Pieve a Nievole)는 이탈리아 토스카나주 피스토이아도에 있는 코무네이다. 피렌체에서 북서쪽으로 35km, 피스토이아에서 남서쪽 11km 거리에 있다.